# Supercopa de los Países Bajos 2001
La Supercopa de los Países Bajos 2001 (Johan Cruijff Schaal 2001 en neerlandés) fue la 12.ª edición de la Supercopa de los Países Bajos. El partido se jugó el 12 de agosto de 2001 en el Amsterdam Arena entre el PSV Eindhoven, campeón de la Eredivisie 2000-01 y el Twente, campeón de la KNVB Beker 2000-01. PSV ganó por 3-2 en el Amsterdam Arena frente a 32.500 espectadores.
| PSV Eindhoven |  | Bandera de los Países Bajos |  | Campeón de la Eredivisie 2000-01               |
| Twente        |  | Bandera de los Países Bajos |  | Campeón de la Copa de los Países Bajos 2000-01 |

## Partido
| 12 de agosto de 2001, 18:00 | PSV Eindhoven                            | 3:2 (2:1) | Twente                            | Amsterdam Arena, Ámsterdam                                |                                                           |
|                             | Kežman 4' · Bruggink 10' · Rommedahl 71' | Reporte   | 35' De Witte · 90' van der Doelen | Asistencia: 32.500 espectadores Árbitro(s): Roelof Luinge | Asistencia: 32.500 espectadores Árbitro(s): Roelof Luinge |

|                                  |
| Campeón PSV Eindhoven 6.º título |